# Хуан Мануель Гальвес
Хуан Мануель Гальвес Дюрон (1887–1972) — президент Гондурасу з 1 січня 1949 до 5 грудня 1954 року. Його обранням на пост глави держави завершився 16-річний період диктату Тібурсіо Каріаса Андіно.

## Президентство
Прийшовши до влади, Гальвес виявив більшу незалежність, ніж від нього очікували. Деякі з починань адміністрації Каріаса (такі як будівництво доріг, розвиток експорту кави) набули подальшого розвитку. До 1953 року близько чверті державного бюджету спрямовувалось на розвиток інфраструктури. Гальвес також продовжив фіскальну політику свого попередника, значно скоротивши зовнішній борг. Фруктові компанії також отримували за часів президентства Гальвеса значні пільги.
Гальвес, втім, не лише продовжував справи свого попередника, але й розвивав нові напрями. Так значного розвитку набула система освіти, що, зрештою, принесло значні кошти до державного бюджету. Найважливіші зміни відбулись на політичній арені: значною мірою було відновлено свободу слова, дозволено діяльність Ліберальної партії та інших громадських організацій та, навіть, діяльність деяких профспілок. Було врегульовано й ринок праці: Конгрес прийняв, а президент підписав закони, що встановили 8-годинний робочий день, оплачувані відпустки, обмежену відповідальність роботодавця в разі виробничих травм, а також правила працевлаштування жінок і дітей. Зрештою Гальвес вирішив не оголошувати свого наступника, а призначив вільні вибори на 1954 рік.
Гальвеса усунув від посади його ж віце-президент Хуліо Лосано Діас під час лікування президента за кордоном. Вибори 1954 року завели політику Гондурасу в глухий кут через розкол у Національній партії.